# Großer Preis von Belgien 1958
Der Große Preis von Belgien 1958 (offiziell XIX Grote Prijs Van Belgie) fand am 15. Juni auf dem Circuit de Spa-Francorchamps in Spa statt und war das fünfte Rennen der Automobil-Weltmeisterschaft 1958. Der Grand Prix hatte auch den FIA-Ehrentitel Großer Preis von Europa.

## Bericht

### Hintergrund
Der Große Preis von Belgien fand nach einem Jahr Pause wieder statt. Die Strecke wurde seit dem letzten Rennen an vielen Stellen verbessert, außerdem wurde die Boxengasse erneuert und der Boxenausgang verbreitert. Nachdem das Indianapolis 500 1958 von allen Teams als Streichresultat angesehen worden war, trafen die europäischen Teams zum vierten Mal in der Saison aufeinander. Das Rob Walker Racing Team, welches mit einem privaten Cooper T45 die ersten beiden Saisonrennen gewann, pausierte für zwei Rennen, wodurch Vanwall das einzige zuvor in der Saison siegreiche Team in diesem Rennen war. Mit Stirling Moss, Tony Brooks und Stuart Lewis-Evans ließ das Team seine Fahrerpaarung unverändert. Auch Cooper, Lotus und B.R.M. fuhren mit unveränderten Fahrerbesetzungen ihrer Wagen.
Ferrari erhöhte seine Wagenanzahl wieder auf vier Fahrzeuge, neben den Stammpiloten Peter Collins, Mike Hawthorn und Luigi Musso fuhr erneut Olivier Gendebien für das Team. Gendebiens Wagen erhielt eine gelbe Speziallackierung, womit der Große Preis von Belgien 1958 eines der seltenen Rennen war, bei dem ein Ferrari mit einer anderen Farbe als rot lackiert war.
Am Rennen nahmen wieder viele Fahrer mit privaten Maserati teil. Die Scuderia Centro Sud stellte drei Fahrzeuge zur Verfügung, Maurice Trintignant fuhr aufgrund der Abwesenheit des Rob Walker Racing Teams für das Team, außerdem starteten Masten Gregory und Wolfgang Seidel für die Scuderia Centro Sud. Seidel kehrte nach fünf Jahren Pause zur Formel 1 zurück, er nahm zuvor lediglich am Großen Preis von Deutschland 1953 teil. Ken Kavanagh war mit eigenen Team und ebenfalls mit einem privaten Maserati 250F fürs Rennen gemeldet, trat dann aber aufgrund von Motorenproblemen nicht an. Nachdem er sich für den Großen Preis von Monaco 1958 nicht qualifiziert hatte, war dies Kavanaghs letzter Versuch an einem Formel-1-Rennen teilzunehmen. Weitere Fahrer mit privaten Maserati waren Jo Bonnier, Paco Godia und Maria Teresa de Filippis, die die erste Frau wurde, die an einem Formel-1-Rennen teilnahm, nachdem sie sich nicht für den Großen Preis von Monaco 1958 qualifiziert hatte.
Mit Collins trat ein ehemaliger Sieger zum Rennen an, das einzige zuvor siegreiche Team war Ferrari, die dreimal beim Großen Preis von Belgien erfolgreich waren.
In der Fahrerwertung führte Moss mit fünf Punkten Vorsprung auf Musso, in der Konstrukteurswertung lag Cooper ebenfalls mit fünf Punkten Vorsprung vor Ferrari vorne.

### Training
Das Training war bestimmt vom Duell zwischen Ferrari und Vanwall, die die ersten sechs Plätze unter sich ausmachten. Ferrari verbesserte die Performance seiner Wagen im Vergleich zu den letzten Rennen deutlich und sicherte sich das erste Mal in der Saison die Pole-Position. Hawthorn, der die schnellste Runde fuhr, war vier Zehntelsekunden schneller als sein Teamkollege Musso, der Platz zwei belegte. Für Hawthorn war es die erste Pole-Position seiner Karriere. Neben den beiden Ferrari startete der Fahrerwertungsführende Moss im Vanwall aus der ersten Startreihe, er belegte im Training den dritten Rang.
Collins, im dritten Ferrari, belegte Platz vier mit mehr als einer Sekunde Vorsprung vor Brooks und Gendebien, dritter Vanwall-Fahrer Lewis-Evans qualifizierte sich auf Platz elf. Für B.R.M., die im letzten Rennen noch zwei Podiumsplätze und damit die beste Platzierung ihrer bisherigen Geschichte belegten, war ein Leistungsabfall zu erkennen, Harry Schell kam im Training auf Platz sieben mit mehr als sieben Sekunden Rückstand auf die Pole-Zeit, Jean Behra erreichte lediglich den zehnten Platz in der Startaufstellung.
Auch bei Cooper waren große Unterschiede zwischen den Fahrern erkennbar, Jack Brabham qualifizierte sich auf Platz acht, währenddessen Roy Salvadori zehn Sekunden langsamer als Brabham war, was nur für Platz 13 reichte. Bester Maserati-Fahrer war Gregory, der mit Position neun die Top Zehn komplettierte. Lotus war erneut im Mittelfeld positioniert und auch beim dritten Rennen war Cliff Allison schneller als Graham Hill. De Filippis qualifizierte sich mit großem Abstand zur Konkurrenz auf dem 19. und letzten Startplatz, doch sie war damit die erste Frau, der die Qualifikation für ein Formel-1-Rennen gelang.

### Rennen
Moss gewann das Startduell gegen Hawthorn und führte das Rennen bereits kurz nach dem Start an. Auch Brooks und Collins überholten in der ersten Rennrunde Hawthorn. Die Vanwall-Doppelführung hielt nicht lange an, Moss verschaltete sich gegen Ende der ersten Runde, was zu einem Motorschaden an seinem Wagen führte. Durch den Ausfall von Moss duellierten sich anschließend Brooks und Collins um den Sieg und die Führung wechselte bis zur fünften Rennrunde fünf Mal zwischen den beiden Fahrern. Doch das Rennen war zu diesem Zeitpunkt von Motorschäden geprägt, nachdem neben Moss auch Gregory mit einem solchen defekten Motor ausgeschieden war, folgte der führende Collins in Runde vier mit einem überhitzten Aggregat. Der zweite Wagen der Scuderia Centro Sud, mit Seidel am Steuer war bereits eine Runde zuvor mit gebrochenen Halbwelle ausgeschieden, Behra stellte seinen Wagen in Runde vier mit Öldruckproblemen ab. Und auch für Ferrari war die Ausfallserie noch nicht beendet, Musso verunfallte nur eine Runde später wegen eines Reifenschadens.
Somit fuhr Brooks ein ungefährdetes Rennen auf Platz eins und baute seinen Vorsprung auf die Konkurrenz kontinuierlich aus. Lediglich Hawthorn versuchte mit Brooks mitzuhalten, startete seine Aufholjagd aber relativ spät im Rennen. Die einzigen Spannungsmomente des Rennens waren somit die Ausfälle durch Motorschäden, die viele Fahrer betrafen. In Runde elf erwischte es Hill, Brabhams Motor überhitzte in Runde 16 und Godia schied im vorletzten Rennen seiner Karriere aus dem gleichen Grund aus, wie die meisten anderen in diesem Rennen.
In den letzten Rennrunden erhöhte Hawthorn das Tempo noch einmal deutlich und verringerte den Abstand zu Brooks in jeder Runde. Doch selbst die schnellste Rennrunde, die er noch in der letzten Runde fuhr brachten ihn nicht in die Nähe von Brooks, der mit 20 Sekunden Vorsprung auf Hawthorn das Rennen gewann. Für Brooks war dies der zweite Sieg seiner Karriere und der erste, den er ohne Fahrerwechsel im Rennen erreichte. Für Vanwall war es der zweite Saisonsieg, womit sich eine Fortsetzung der Überlegenheit von Frontmotorbetriebenen Wagen abzeichnete. Diese Überlegenheit wurde erst in der Automobil-Weltmeisterschaft 1959 beendet. Lewis-Evans komplettierte im zweiten Vanwall das Podium auf Platz drei und erzielte damit die erste Podiumsplatzierung seiner Karriere. Auf Platz vier, noch in derselben Runde wie die Führenden erreichte Allison das Ziel. Sowohl für ihn, als auch für Lotus waren dies die ersten Weltmeisterschaftspunkte. Schell auf B.R.M. erzielte mit Platz fünf ebenfalls Punkte, lag jedoch eine Runde zurück. Gendebien wurde sechster, Trintignant als bester Maserati-Fahrer siebter. Cooper platzierte sich durch Salvadori im Mittelfeld auf Platz acht, vor Bonnier und Filippis, die die erste Frau mit Zielankunft bei einem Formel-1-Grand-Prix wurde. Die Dominanz der britischen Fahrer zu dieser Zeit zeigte sich deutlich am Rennergebnis, die ersten vier Plätze wurden von ihnen belegt.
In der Fahrerwertung machte Hawthorn vier Plätze gut und stieg bis auf Platz zwei auf. Durch den Ausfall von Moss kam Hawthorn außerdem bis auf drei Punkte ran an den Fahrerwertungsführenden. Auch Musso verlor einen Platz und war neuer dritter, Schell verbesserte sich auf den vierten Platz. Für den Sieger Brooks waren es die ersten Punkte in der Formel-1-Saison 1958, er stieg auf dem sechsten Platz in der Fahrerwertung ein. In der Konstrukteurswertung wechselte die Führung, Cooper war nicht mehr so konkurrenzfähig wie zum Anfang der Saison, wodurch Ferrari an ihnen vorbeizog, ohne zuvor ein Rennen gewonnen zu haben. Die Führung von Ferrari betrug einen Punkt vor Cooper, nur drei Punkte weniger hatte Vanwall auf Platz drei der Konstrukteurswertung. B.R.M. blieb auf Platz vier, Lotus stieg dahinter mit den ersten Punkten der Teamgeschichte dahinter in die Wertung ein auf Position fünf.

## Meldeliste
| Team                     | Nr. | Fahrer                   | Chassis            | Motor           | Reifen |
| ------------------------ | --- | ------------------------ | ------------------ | --------------- | ------ |
| Vandervell Products Ltd  | 02  | Stirling Moss            | Vanwall VW57       | Vanwall 2.5 L4  | D      |
| Vandervell Products Ltd  | 04  | Tony Brooks              | Vanwall VW57       | Vanwall 2.5 L4  | D      |
| Vandervell Products Ltd  | 06  | Stuart Lewis-Evans       | Vanwall VW57       | Vanwall 2.5 L4  | D      |
| Owen Racing Organisation | 08  | Jean Behra               | BRM P25            | BRM 2.5 L4      | D      |
| Owen Racing Organisation | 10  | Harry Schell             | BRM P25            | BRM 2.5 L4      | D      |
| Scuderia Ferrari         | 14  | Peter Collins            | Ferrari Dino 246F1 | Ferrari 2.4 V6  | E      |
| Scuderia Ferrari         | 16  | Mike Hawthorn            | Ferrari Dino 246F1 | Ferrari 2.4 V6  | E      |
| Scuderia Ferrari         | 18  | Luigi Musso              | Ferrari Dino 246F1 | Ferrari 2.4 V6  | E      |
| Scuderia Ferrari         | 20  | Olivier Gendebien        | Ferrari Dino 246F1 | Ferrari 2.4 V6  | E      |
| Cooper Car Company       | 22  | Jack Brabham             | Cooper T45         | Climax 2.2 L4   | D      |
| Cooper Car Company       | 24  | Roy Salvadori            | Cooper T45         | Climax 2.0 L4   | D      |
| Maria Teresa de Filippis | 26  | Maria Teresa de Filippis | Maserati 250F      | Maserati 2.5 L6 | P      |
| Scuderia Centro Sud      | 28  | Maurice Trintignant      | Maserati 250F      | Maserati 2.5 L6 | P      |
| Scuderia Centro Sud      | 30  | Masten Gregory           | Maserati 250F      | Maserati 2.5 L6 | P      |
| Scuderia Centro Sud      | 32  | Wolfgang Seidel          | Maserati 250F      | Maserati 2.5 L6 | P      |
| Ken Kavanagh             | 34  | Ken Kavanagh             | Maserati 250F      | Maserati 2.5 L6 | P      |
| Jo Bonnier               | 36  | Jo Bonnier               | Maserati 250F      | Maserati 2.5 L6 | P      |
| Paco Godia               | 38  | Paco Godia               | Maserati 250F      | Maserati 2.5 L6 | P      |
| Team Lotus               | 40  | Cliff Allison            | Lotus 12           | Climax 2.2 L4   | D      |
| Team Lotus               | 42  | Graham Hill              | Lotus 12           | Climax 2.0 L4   | D      |

## Klassifikationen

### Qualifying
| Pos. | Fahrer                   | Konstrukteur  | Zeit   | Start |
| ---- | ------------------------ | ------------- | ------ | ----- |
| 01   | Mike Hawthorn            | Ferrari       | 3:57,1 | 01    |
| 02   | Luigi Musso              | Ferrari       | 3:57,5 | 02    |
| 03   | Stirling Moss            | Vanwall       | 3:57,6 | 03    |
| 04   | Peter Collins            | Ferrari       | 3:57,7 | 04    |
| 05   | Tony Brooks              | Vanwall       | 3:59,1 | 05    |
| 06   | Olivier Gendebien        | Ferrari       | 3:59,3 | 06    |
| 07   | Harry Schell             | B.R.M.        | 4:04,5 | 07    |
| 08   | Jack Brabham             | Cooper-Climax | 4:05,1 | 08    |
| 09   | Masten Gregory           | Maserati      | 4:05,4 | 09    |
| 10   | Jean Behra               | B.R.M.        | 4:06,2 | 10    |
| 11   | Stuart Lewis-Evans       | Vanwall       | 4:07,2 | 11    |
| 12   | Cliff Allison            | Lotus-Climax  | 4:07,7 | 12    |
| 13   | Roy Salvadori            | Cooper-Climax | 4:15,6 | 13    |
| 14   | Jo Bonnier               | Maserati      | 4:15,7 | 14    |
| 15   | Graham Hill              | Lotus-Climax  | 4:17,9 | 15    |
| 16   | Maurice Trintignant      | Maserati      | 4:21,7 | 16    |
| 17   | Wolfgang Seidel          | Maserati      | 4:21,9 | 17    |
| 18   | Paco Godia               | Maserati      | 4:25,4 | 18    |
| 19   | Maria Teresa de Filippis | Maserati      | 4:31,0 | 19    |
| 20   | Ken Kavanagh             | Maserati      | 4:45,3 | 20    |

### Rennen
| Pos. | Fahrer                   | Konstrukteur  | Runden | Stopps | Zeit       | Start | Schnellste Runde |
| ---- | ------------------------ | ------------- | ------ | ------ | ---------- | ----- | ---------------- |
| 01   | Tony Brooks              | Vanwall       | 24     |        | 1:37:06,3  | 05    |                  |
| 02   | Mike Hawthorn            | Ferrari       | 24     |        | + 20,7     | 01    | 3:58,3           |
| 03   | Stuart Lewis-Evans       | Vanwall       | 24     |        | + 3:00,9   | 11    |                  |
| 04   | Cliff Allison            | Lotus-Climax  | 24     |        | + 4:15,5   | 12    |                  |
| 05   | Harry Schell             | B.R.M.        | 23     |        | + 1 Runde  | 07    |                  |
| 06   | Olivier Gendebien        | Ferrari       | 23     |        | + 1 Runde  | 06    |                  |
| 07   | Maurice Trintignant      | Maserati      | 23     |        | + 1 Runde  | 16    |                  |
| 08   | Roy Salvadori            | Cooper-Climax | 23     |        | + 1 Runde  | 13    |                  |
| 09   | Jo Bonnier               | Maserati      | 22     |        | + 2 Runden | 14    |                  |
| 10   | Maria Teresa de Filippis | Maserati      | 22     |        | + 2 Runden | 19    |                  |
| –    | Paco Godia               | Maserati      | 22     |        | DNF        | 18    |                  |
| –    | Jack Brabham             | Cooper-Climax | 16     |        | DNF        | 08    |                  |
| –    | Graham Hill              | Lotus-Climax  | 12     |        | DNF        | 15    |                  |
| –    | Luigi Musso              | Ferrari       | 5      |        | DNF        | 02    |                  |
| –    | Peter Collins            | Ferrari       | 5      |        | DNF        | 04    |                  |
| –    | Jean Behra               | B.R.M.        | 5      |        | DNF        | 10    |                  |
| –    | Wolfgang Seidel          | Maserati      | 4      |        | DNF        | 17    |                  |
| –    | Stirling Moss            | Vanwall       | 0      | –      | DNF        | 03    | –                |
| –    | Masten Gregory           | Maserati      | 0      | –      | DNF        | 09    | –                |
| DNS  | Ken Kavanagh             | Maserati      | –      | –      | –          | 20    | –                |

Anmerkungen
1. ↑  Kavanagh konnte aufgrund von Motorproblemen nicht am Rennen teilnehmen

## WM-Stand nach dem Rennen
Die ersten fünf des Rennens bekamen 8, 6, 4, 3, 2 Punkte. Der Fahrer mit der schnellsten Rennrunde erhielt zusätzlich 1 Punkt. Es zählten nur die sechs besten Ergebnisse aus elf Rennen. In der Konstrukteurswertung zählten nur die Punkte des bestplatzierten Fahrers.

### Fahrerwertung
| Pos. | Fahrer              | Konstrukteur            | Punkte |
| ---- | ------------------- | ----------------------- | ------ |
| 01   | Stirling Moss       | Cooper-Climax / Vanwall | 17     |
| 02   | Mike Hawthorn       | Ferrari                 | 14     |
| 03   | Luigi Musso         | Ferrari                 | 12     |
| 04   | Harry Schell        | Maserati / B.R.M.       | 10     |
| 05   | Maurice Trintignant | Cooper-Climax           | 8      |
| 06   | Jimmy Bryan         | Epperly                 | 8      |
| 07   | Tony Brooks         | Vanwall                 | 8      |
| 08   | George Amick        | Epperly                 | 6      |
| 09   | Jean Behra          | Maserati / B.R.M.       | 6      |
| 10   | Juan Manuel Fangio  | Maserati                | 4      |
| 11   | Peter Collins       | Ferrari                 | 4      |
| 12   | Johnny Boyd         | Kurtis-Kraft            | 4      |
| 13   | Tony Bettenhausen   | Epperly                 | 4      |
| 14   | Stuart Lewis-Evans  | Vanwall                 | 4      |
| 15   | Jack Brabham        | Maserati                | 3      |

| Pos. | Fahrer                         | Konstrukteur  | Punkte |
| ---- | ------------------------------ | ------------- | ------ |
| 16   | Roy Salvadori                  | Cooper-Climax | 3      |
| 17   | Cliff Allison                  | Lotus-Climax  | 3      |
| 18   | Jim Rathmann                   | Epperly       | 2      |
| 19   | Olivier Gendebien              | Ferrari       | 0      |
| 20   | Carlos Menditéguy              | Maserati      | 0      |
| 21   | Maria Teresa de Filippis       | Maserati      | 0      |
| 22   | Paco Godia                     | Maserati      | 0      |
| 23   | Horace Gould                   | Maserati      | 0      |
| 24   | Jo Bonnier                     | Maserati      | 0      |
| 25   | Carel Godin de Beaufort        | Porsche       | 0      |
| –    | Wolfgang Graf Berghe von Trips | Ferrari       | 0      |
| –    | Graham Hill                    | Lotus-Climax  | 0      |
| –    | Giorgio Scarlatti              | Maserati      | 0      |
| –    | Wolfgang Seidel                | Maserati      | 0      |
| –    | Masten Gregory                 | Vanwall       | 0      |

### Konstrukteurswertung
| Pos. | Konstrukteur  | Punkte |
| ---- | ------------- | ------ |
| 01   | Ferrari       | 20     |
| 02   | Cooper-Climax | 19     |
| 03   | Vanwall       | 16     |
| 04   | B.R.M.        | 10     |

| Pos. | Konstrukteur | Punkte |
| ---- | ------------ | ------ |
| 05   | Lotus-Climax | 3      |
| 06   | Maserati     | 3      |
| 07   | Porsche      | 0      |